# 1994 no cinema
Esta é uma lista de filmes lançados em 1994. O de maior bilheteria mundial foi O Rei Leão, tornando-se o filme de animação de maior bilheteria de todos os tempos, embora tenha sido ligeiramente ultrapassado nas bilheterias domésticas da América do Norte por Forrest Gump, que venceu o Oscar de melhor filme. O ano é considerado um dos melhores anos de Hollywood para o cinema durante a era pós-Era de Ouro, estabelecendo o padrão para os filmes da era moderna.
Ainda em 1994, Metro-Goldwyn-Mayer celebrou 70 anos de existência.

## Maiores bilheterias
Os 10 filmes mais lançados em 1994 por arrecadação mundial são os seguintes:
| Ranque | Título                      | Distribuidor                 | Bilheteria global |
| ------ | --------------------------- | ---------------------------- | ----------------- |
| 1      | The Lion King               | Buena Vista                  | US$ 763,455,561   |
| 2      | Forrest Gump                | Paramount                    | US$ 677,945,399   |
| 3      | True Lies                   | 20th Century Fox / Universal | US$ 378,882,411   |
| 4      | The Mask                    | New Line                     | US$ 351,583,407   |
| 5      | Speed                       | 20th Century Fox             | US$ 350,448,145   |
| 6      | The Flintstones             | Universal                    | US$ 341,631,208   |
| 7      | Dumb & Dumber               | New Line                     | US$ 247,275,374   |
| 8      | Four Weddings and a Funeral | Gramercy                     | US$ 245,700,832   |
| 9      | Interview with the Vampire  | Warner Bros.                 | US$ 223,664,608   |
| 10     | Clear and Present Danger    | Paramount                    | US$ 215,887,717   |

## Prêmios
- Oscar 1994
- Globo de Ouro de 1994

## Eventos
- 7 de Janeiro - Estreia, em Portugal, "A Casa dos Espíritos", com Jeremy Irons, Antonio Banderas, Meryl Streep e Winona Ryder, entre outros.
- 21 de Março - Steven Spielberg é galardoado com dez óscares: 7 para A Lista de Schindler e três para Jurassic Park.
- 23 de Maio - O filme Pulp Fiction, de Quentin Tarantino, ganha a Palma de Ouro do Festival de Cannes.
- 29 de julho - estreia de Barcelona.
- 15 de junho - estreia de O Rei Leão.
- 14 de outubro - estreia de Pulp Fiction.
- 23 de dezembro - estreia de Legends of the Fall.

## Nascimentos
| Data            | Nome                 | Profissão                | Nacionalidade  | Observações | Ref |
| --------------- | -------------------- | ------------------------ | -------------- | ----------- | --- |
| 18 de janeiro   | Hunter Doohan        | ator, escritor e diretor | Estados Unidos |             |     |
| 26 de janeiro   | Joseph Quinn         | ator                     | Reino Unido    |             |     |
| 14 de Fevereiro | Paul Butcher Jr.     | ator                     | Estados Unidos |             |     |
| 23 de Fevereiro | Dakota Fanning       | atriz                    | Estados Unidos |             |     |
| 8 de Abril      | Pedro Malta          | ator                     | Brasil         |             |     |
| 12 de Abril     | Isabelle Drummond    | atriz                    | Brasil         |             |     |
| 12 de Abril     | Saoirse Ronan        | atriz                    | Irlanda        |             |     |
| 18 de Abril     | Moises Arias         | ator                     | Estados Unidos |             |     |
| 4 de Maio       | Alexander Gould      | ator                     | Estados Unidos |             |     |
| 6 de Junho      | Olívia Torres        | atriz                    | Brasil         |             |     |
| 24 de Junho     | Erin Moriarty        | atriz                    | Estados Unidos |             |     |
| 25 de agosto    | Natasha Liu Bordizzo | atriz                    | Austrália      |             |     |
| 7 de Setembro   | Kento Yamazaki       | ator                     | Japão          |             |     |
| 16 de Setembro  | Stéfano de Gregorio  | ator                     | Argentina      |             |     |
| 21 de Setembro  | Fumi Nikaido         | atriz                    | Japão          |             |     |
| 29 de Setembro  | Nicholas Galitzine   | ator                     | Reino Unido    |             |     |
| 9 de Outubro    | Jodelle Ferland      | atriz                    | Canadá         |             |     |
| 10 de Outubro   | Bae Suzy             | atriz e cantora          | Coreia do Sul  |             |     |
| 23 de Outubro   | Margaret Qualley     | atriz                    | Estados Unidos |             |     |
| 29 de Novembro  | Carolina Oliveira    | atriz                    | Brasil         |             |     |
| 3 de Dezembro   | Jake T. Austin       | ator                     | Estados Unidos |             |     |
| 4 de dezembro   | Poompat Iam-samang   | ator, cantor e modelo    | Tailândia      |             |     |
| 17 de Dezembro  | Nat Wolff            | ator e cantor            | Estados Unidos |             |     |

## Mortes
| Data           | Nome                | Profissão                     | Nacionalidade  | Observações | Ref |
| -------------- | ------------------- | ----------------------------- | -------------- | ----------- | --- |
| 1 de janeiro   | Cesar Romero        | ator                          | Estados Unidos | n. 1907     |     |
| 6 de janeiro   | Cláudia Magno       | atriz                         | Brasil         | n. 1958     |     |
| 9 de janeiro   | Benjamin Cattan     | ator                          | Brasil         | n. 1925     |     |
| 12 de janeiro  | Caíque Ferreira     | ator                          | Brasil         | n.1955      |     |
| 22 de janeiro  | Telly Savalas       | ator                          | Estados Unidos | n.1924      |     |
| 3 de fevereiro | Raúl Chato Padilla  | ator                          | México         | n. 1918     |     |
| 6 de fevereiro | Joseph Cotten       | ator                          | Estados Unidos | n. 1905     |     |
| 7 de fevereiro | Jorge Brum do Canto | cineasta                      | Portugal       | n. 1910     |     |
| 4 de março     | John Candy          | ator                          | Canadá         | n 1950      |     |
| 6 de março     | Melina Mercouri     | atriz e ativista política     | Grécia         | n.1920      |     |
| 9 de março     | Fernando Rey        | ator                          | Espanha        | n.1917      |     |
| 22 de março    | Walter Lantz        | cartunista                    | Estados Unidos | n. 1899     |     |
| 23 de março    | Giulietta Masina    | atriz                         | Itália         | n.1921      |     |
| 25 de março    | Angelines Fernández | atriz                         | Espanha        | n. 1922     |     |
| 8 de maio      | George Peppard      | ator                          | Estados Unidos | n. 1928     |     |
| 15 de maio     | Gilbert Roland      | ator                          | México         | n. 1905     |     |
| 4 de junho     | Massimo Troisi      | ator e diretor                | Itália         | n.1953      |     |
| 6 de junho     | Barry Sullivan      | ator                          | Estados Unidos | n.1912      |     |
| 14 de junho    | Henry Mancini       | compositor de trilhas sonoras | Estados Unidos | n.1924      |     |
| 11 de julho    | Savannah            | atriz pornográfica            | Estados Unidos | n.1970      |     |
| 11 de agosto   | Peter Cushing       | ator                          | Reino Unido    | n. 1913     |     |
| 7 de setembro  | Terence Young       | cineasta                      | Reino Unido    | n. 1915     |     |
| 11 de setembro | Jessica Tandy       | atriz                         | Reino Unido    | n. 1909     |     |
| 7 de outubro   | Maurício do Valle   | ator                          | Brasil         | n. 1928     |     |
| 20 de outubro  | Burt Lancaster      | ator e produtor               | Estados Unidos | n. 1913     |     |
| 24 de outubro  | Raúl Juliá          | ator                          | Porto Rico     | n. 1940     |     |
| 6 de dezembro  | Gian Maria Volonté  | ator                          | Itália         | n.1933      |     |
| 11 de dezembro | Dionísio Azevedo    | ator e diretor                | Brasil         | n.1922      |     |
| 26 de dezembro | Sylva Koscina       | atriz                         | Itália         | n.1933      |     |
| ??             | Tony Ferreira       | ator                          | Brasil         | n.1943      |     |